# Dějiny Walesu
Dějiny Walesu se datují od příchodu prvních lidí do této oblasti před mnoha tisíci lety. Neandrtálci žili na území současného Walesu nejpozději před 230 000 lety a homo sapiens asi 31 000 lety. Nicméně trvalé obydlení území začalo až po konci poslední doby ledové okolo roku 9 000 př. n. l. V průběhu doby železné převládali ve Walesu, podobně jako ve zbytku země, Keltové a keltské jazyky.
Římané napadli severní část země roku 48 a kontrolu nad Walesem získali roku 79. Poté, co se z Británie (provincie) v 5. století stáhli, stala se Británie terčem útoků Anglosasů. Rozvoj keltského jazyka a kultury se začaly v různých částech země štěpit a obyvatelé Walesu jsou od 11. století uváděni jako samostatná skupina britských obyvatel.
Po odchodu Římanů vzniklo na území Walesu mnoho království. I když někteří vládcové byli schopni dobýt území jiných království a dokonce i část západní Anglie, nikdo z nich nedokázal sjednotit zemi dlouhodobě. Vnitřní rozbroje a útoky Anglosasů a později Normanů vedly k tomu, že se Wales dostal pod nadvládu anglických králů. Po smrti Llywelyna ap Gruffydda ovládl velšské knížectví Eduard I. a později byl udělován dědicům anglických králů titul princ z Walesu.
Velšané podnikli proti Angličanům několik vzpour. Poslední významnější revoltu vedl na počátku 15. století Owain Glyndŵr. V 16. století Jindřich VIII. začlenil Wales zcela do Anglického království, roku 1707 se stal součástí Království Velké Británie a roku 1801 Spojeného království. Nicméně Velšané si i pod nadvládou Angličanů zachovali svůj jazyk a kulturu. Vydání velšského překladu Bible roku 1588 zlepšilo pozici velštiny jako literárně použitelného jazyka.
Nejdůležitějšími událostmi pro zemi v 18. století byly obrození velšského puritánství a průmyslová revoluce. V 19. století došlo vlivem nárůstu těžby uhlí a zpracování železa k výraznému nárůstu počtu obyvatel na jihu země. V referendu konaném roku 1997 odsouhlasili velšští voliči převod správy na Velšské národní shromáždění, jehož první jednání se uskutečnilo roku 1999.

## Prehistorické období

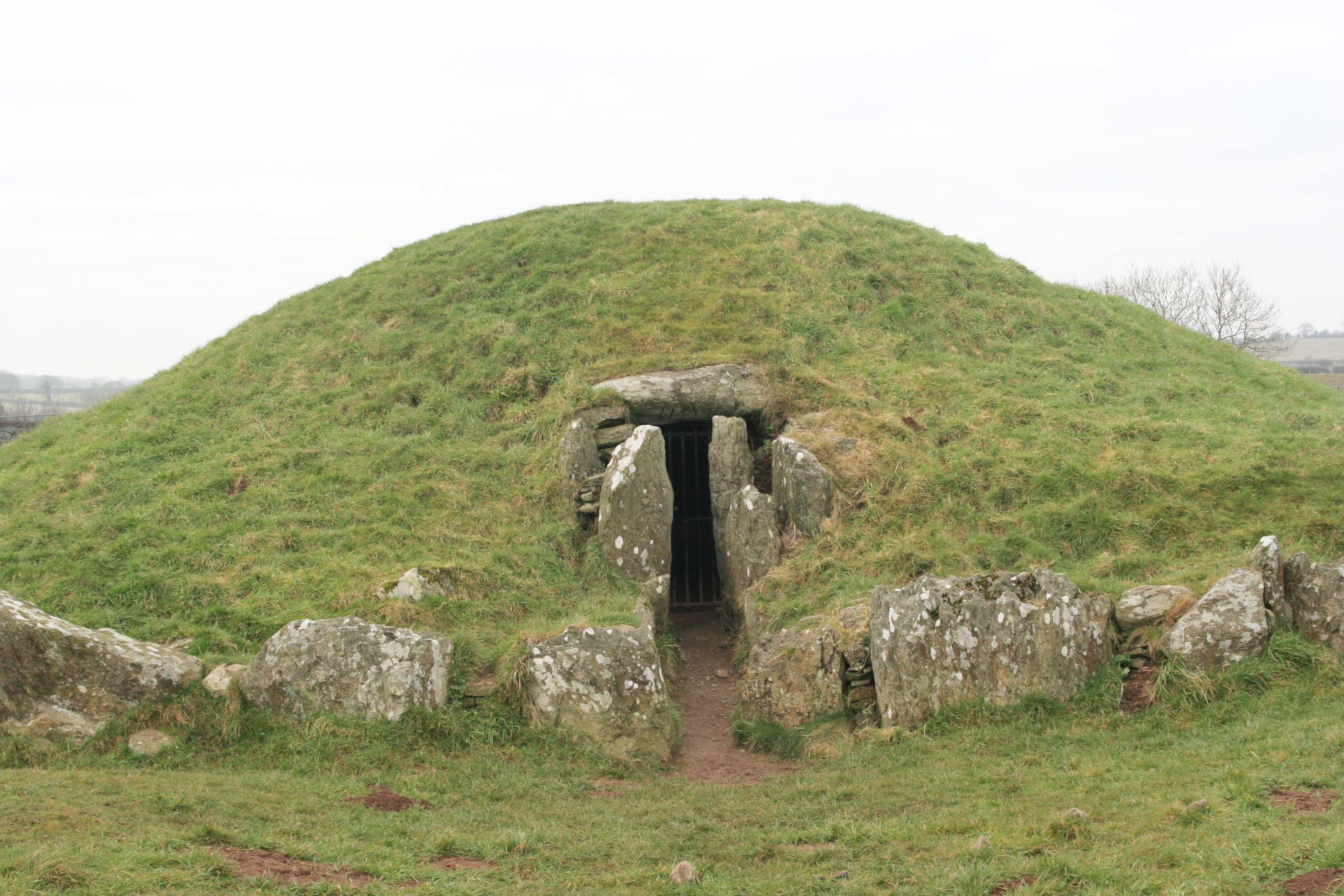
Bryn Celli Ddu, hrobka v Anglesey z období pozdního neolitu

Nejstarším lidským pozůstatkem je čelist Neandertálce objevená u Bontnewyddu v severním Walesu. Její stáří se odhaduje na 230 000 let. Červená žena z Pavillandu je označení pro lidskou kostru objevenou roku 1823 v jedné z pavillandských jeskyní na jihu země poblíž Swansea. Jedná se o kostru mladého muže, který žil asi před 29 000 roky a je to případ jednoho z nejstarších obřadních pohřbů v západní Evropě.
Předpokládá se, že první zemědělské tlupy se zde objevily okolo roku 4000 př. n. l. Kovové nástroje, nejdříve bronzové a později železné se začaly ve Walesu používat asi od roku 2500 př. n. l. V období doby bronzové zde bylo zřejmě teplejší podnebí, protože se našlo mnoho pozůstatků v oblastech současných neúrodných náhorních plošin.
Až donedávna bylo prehistorické období popisováno jako série migrací. V současnosti spíše převládá názor, že se jednalo o kontinuální vývoj osídlení. Velšská encyklopedie uvádí, že největší část obyvatel pochází z období do roku 2000 př. n. l. Nedávné studie odkazují na genetickou kontinuitu od paleolitu, mezolitu nebo neolitu.

## Římská nadvláda

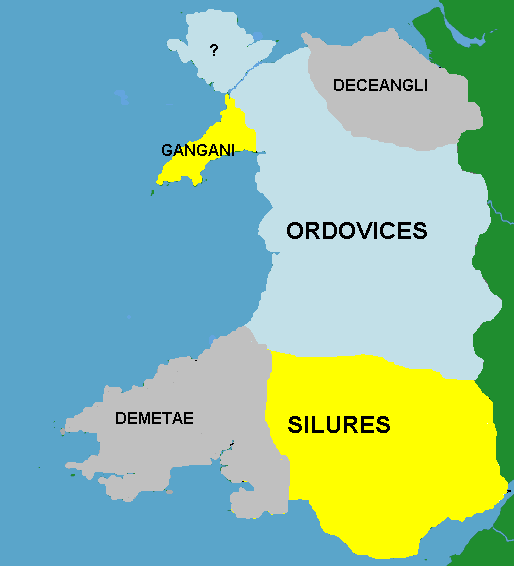
Osídlení území současného Walesu původními kmeny v době vpádu Římanů do Británie. Vymezení hranic je přibližné.

V době vpádu Římanů roku 43 byli všichni obyvatelé jižní Británie označováni jako Britonové a mluvili keltskými jazyky. Oblast Walesu byla rozdělena mezi mnoho kmenů, z nichž nejsilnějšími byli Silurové a Ordovikové.
K prvnímu střetu mezi Římany a Kelty došlo okolo roku 48. Po něm Římané podnikli několik tažení proti Silurům a Ordovikům, jejichž obranu řídil Caratacus. Ten byl roku 51 poražen, ale Silurové dále pokračovali v partyzánské válce proti Římanům. Další pokus o ovládnutí Walesu podnikli v letech 60 a 61, nicméně po vypuknutí povstání vedeného Boudiccou se museli stáhnout. Silurové byli nakonec poraženi roku 78 a Ordovikové na počátku roku 79.
Římané v zemi vybudovali cesty a opevnění, těžili zde zlato a rozvíjeli obchodní výměnu, ale jejich zájem o Wales byl omezen těžko přístupným terénem a nedostatkem úrodné půdy. Většina pozůstatků z té doby má vojenský charakter. Hlavními centry byly Deva Victrix (Chester) a Isca Augusta (Caerleon). Římané založili ve Walesu pouze jedno město – Venta Silurum (Caerwent).

## Raný středověk

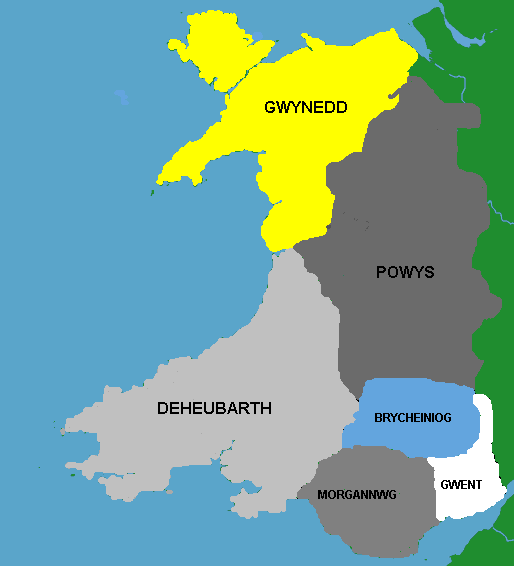
Některá středověká království na území současného Walesu

Jedním z důvodů stažení Římanů z Británie byla nutnost přesunu vojenských sil proti barbarům útočícím z východu. Mezi nimi byli Anglové a Sasové, kteří později obsadili i Anglii. Od 8. století byl Wales největším územím, kde se dochovala původní britonská kultura v Británii, dalšími oblastmi byly Hen Ogledd a Cornwall. Země byla rozdělena na mnoho království, z nich největšími byly Gwynedd na severozápadě a Powys na východě. Roztříštěnost země byla způsobena i tím, že dědictví po panovníkovi bylo rozdělováno mezi všechny jeho syny (i nelegitimní).
Prvním králem, který získal vládu nad větší částí země, byl v 9. století Rhodi Mawr, který rozšířil svou moc z Gwyneddu i na Powys a Ceredigion. Jeho vnuk Hywel Dda sjednotil malá království na jihu země a roku 942 ovládl většinu Walesu. Tradičně je spojen s kodifikací velšského práva. V letech 950 až 1000 byla země terčem útoků vikingů.
Dalším panovníkem, který byl schopen vládnout celé zemi, se stal Gruffydd ap Llywelyn. Původně byl králem Gwynnedu, ale do roku 1055 ovládl skoro celou zemi a dokonce i část Anglie v pohraničí. Roku 1063 byl ale poražen Haroldem II. a zabit vlastními muži.

## Pod nadvládou Normanů
V době ovládnutí Anglie Normany roku 1066 byl nejvlivnějším panovníkem země Bleddyn ap Cynfyn. Normané zpočátku dosáhli úspěchu na jihu země a v oblasti Deheubarthu. Cynfynova smrt vedla k občanské válce a to umožnilo Normanům obsadit severní část Walesu. Roku 1081 dosáhli Normané zradou uvěznění waleského panovníka a obsadili větší část Gwyneddu. Na jihu Vilém I. obsadil Dyfed a postavil hrady u St Davidsu a Cardiffu. Poté, co byl Deheubarth obsazen a rozdělen mezi normanské šlechtice, zdála se nadvláda Normanů stabilizovaná.

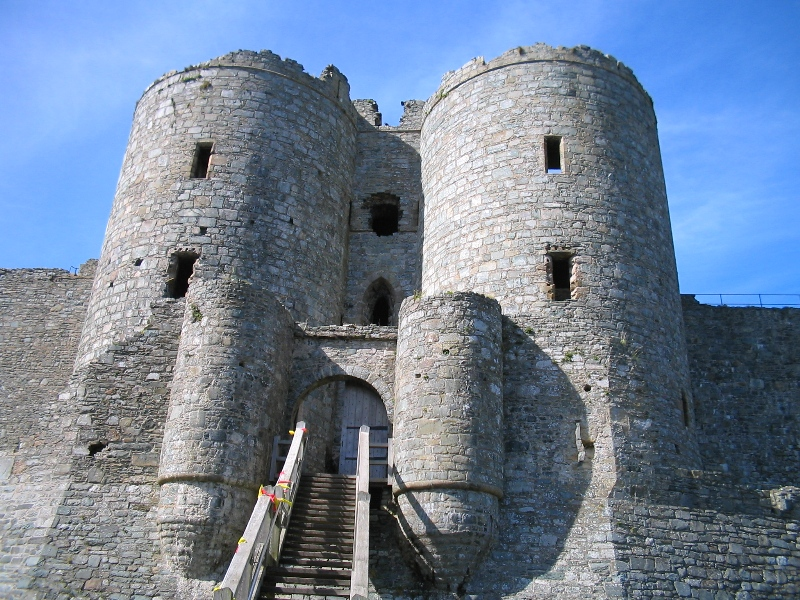
Hrad Harlech, jeden z řady pevností, které nechal postavit Eduard I.

Nicméně roku 1094 vypukla ve Walesu všeobecná vzpoura. Gruffyd ap Cynan byl schopen ovládnout Gwynned a jeho syn s Gruffydem ap Rhysem zvítězili nad Normany roku 1136. I v království Powys vládl v té době silný panovník, ale po jeho smrti a po náhlé smrti jeho následníka bylo království rozděleno. Nejmladší syn Gruffyda ap Rhyse, Rhys ap Gruffyd, vládl v letech 1155 až 1197 a roku 1171 dosáhl s Jindřichem II. dohodu o tom, že bude vládcem území, které dobyl za pravidelný poplatek anglickému panovníkovi.
| „                 | U zákeřných Velšanů se více obávejte lstivého útoku než ozbrojeného útoku, medu spíš než jedu, zrady spíš než armády, jejich zlovolnosti spíš než bojovnosti, jejich upřímnosti spíš než zřejmé zlosti... | “ |
| — Gerald z Walesu | |   |

Jedním z nejvýraznějších panovníků té doby ve Walesu byl Llywelyn ap Iorwerth, který po roce 1200 ovládal Gwynedd a do roku 1240, kdy zemřel, panoval celému Walesu. Jeho synovi povolil Jindřich III., aby se ujal vlády v Gwyneddu, ale jeho právo na ostatní oblasti země neuznal. To vedlo k vypuknutí války. Ta pokračovala i za vlády Llywelyna ap Gruffydda. Mírová dohoda z Montgomery z roku 1267 potvrdila jeho nárok na přímou nebo nepřímou správu větší části Walesu. Tento nárok byl v rozporu se zájmy Eduarda I. a roku 1277 znovu vypukla válka. 11. prosince 1282 byl Gruffyd vylákán na hrad Builth Wells, kde byl zabit a jeho armáda byla rozprášena. Jeho bratři pokračovali v odporu až do roku 1283. Wales se tak později stal první anglickou kolonií.

## Ovládnutí Anglií
Král Eduard vydal nařízení, kterým omezil platnost velšských zákonů a nechal postavit soustavu kamenných hradů, které měly udržet anglickou nadvládu nad Walesem. Završením nadvlády bylo udělení titulu prince z Walesu jeho nejstaršímu synovi a dědici roku 1301. Wales se stal součástí Anglie, i když jeho obyvatelé mluvili odlišným jazykem a měli odlišnou kulturu. Angličtí panovníci zřídili velšskou radu, jíž občas předsedal následník anglického trůnu. Rada se běžně scházela v Ludlow.
Velšané se proti anglické nadvládě několikrát vzbouřili. Roku 1400 velšský šlechtic Owain Glyndŵr vedl povstání proti Jindřichovi IV. Pod jeho vedením velšské vojsko mnohokrát porazilo Angličany a po několik let kontrolovalo většinu země. V té době bylo také svoláno jednání velšského parlamentu a vytvořen plán na založení dvou univerzit. Angličané nakonec byli schopni obnovit svou moc nad Walesem, ale Glyndŵrovi se podařilo uniknout.

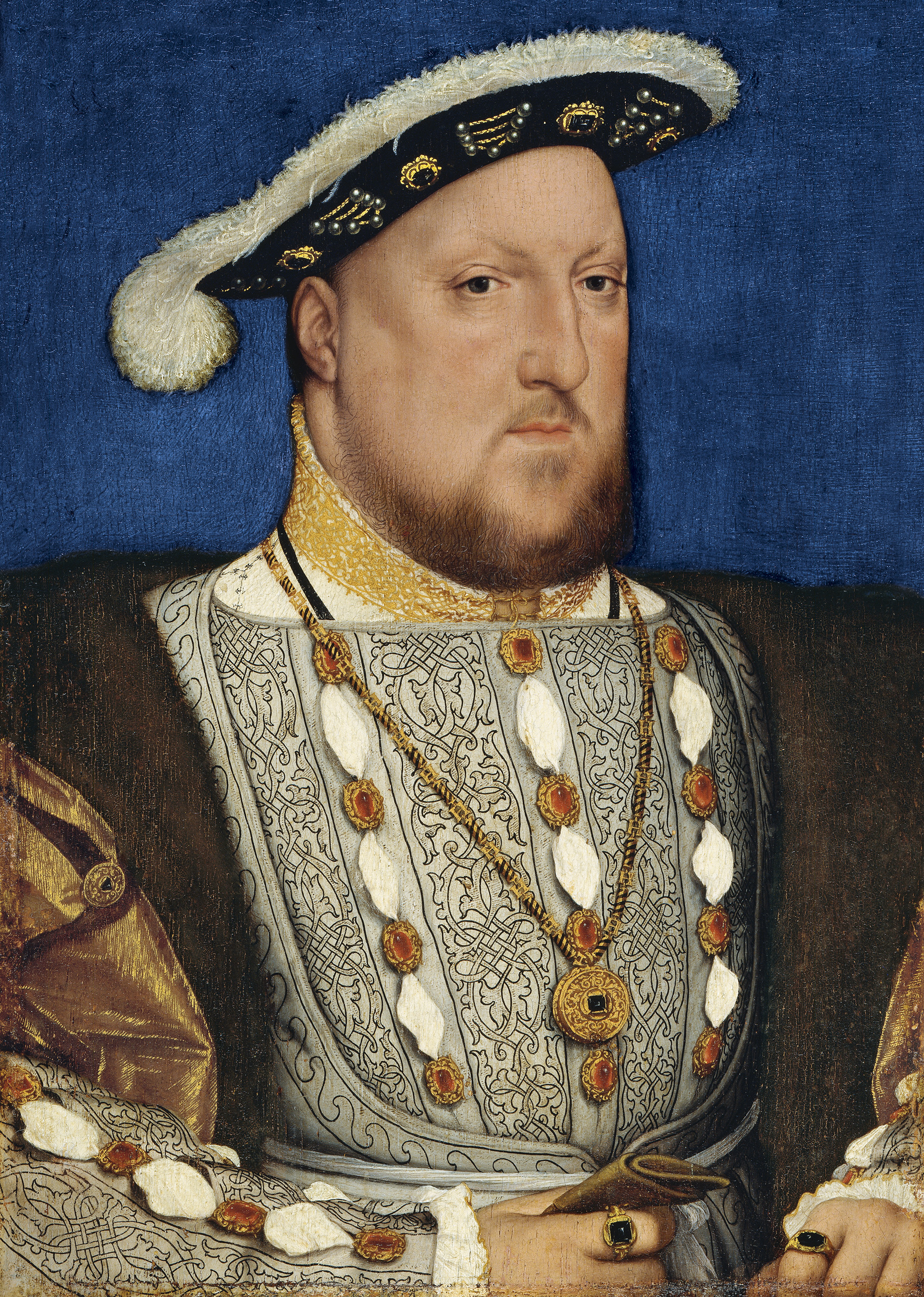
Jindřich VIII., který ustanovil Wales součástí Anglie

Jako reakci na tuto vzpouru byl anglickým parlamentem vydán roku 1402 zákon, který zakazoval Velšanům nosit zbraň, zastávat úřad a bydlet v opevněných městech. Tato omezení se také vztahovala na Angličany, kteří se oženili s velšskými ženami. Jindřich VIII. inicioval v letech 1535 až 42 přijetí zákonů, na jejichž základě se stal Wales součástí Anglie, velšské zákony byly zrušeny a velština zakázána jako oficiální jazyk. Byly ustanoveny hranice Walesu a zástupci jeho hrabství byli voleni do parlamentu.

## Vývoj do průmyslové revoluce
Po roztržce Jindřicha VIII. s katolickou církví bylo i ve Walesu přijato anglikánství. Nicméně mnoho katolíků zůstalo aktivních a vytvořilo jedny z prvních knih publikovaných ve Walesu. Roku 1588 vydal William Morgan první velšský překlad Bible. Jedná se o jedno z nejdůležitějších literárních děl ve velštině.
Vzdělání v zemi bylo na velmi nízké úrovni a jediné dostupné bylo v anglickém jazyce, zatímco většina obyvatel mluvila pouze velšsky. Roku 1731 začal Griffith Jones organizovat putovní školy, ve kterých se po dobu asi tři měsíců vyučovalo ve velštině, a poté se škola přestěhovala na jiné místo. V době Griffithovy smrti roku 1761 se asi 250 000 lidí naučilo číst prostřednictvím těchto škol.
V 18. století došlo i k obrození velšského puritánství. Na počátku 19. století se velšští metodisté odloučili od Anglikánské církve a v polovině století převládal v zemi nonkonformismus. To mělo velký význam pro velštinu, protože to byl jazyk používaný v nonkonformní církvi ve Walesu.
Konec 18. století byl poznamenán nástupem průmyslové revoluce. Zásoby železné rudy, vápence a uhlí v jihovýchodní části země dovolily rychlý rozvoj výroby železa a těžby uhlí.

## Novodobé dějiny
Průmyslová revoluce přinesla narůstající konflikty mezi velšskými dělníky a majiteli železáren a dolů, kteří byli převážně Angličané. V 30. letech vypukly dvě ozbrojené vzpoury. V průmyslových oblastech si na konci 19. století získala velkou popularitu socialistická ideologie. Podobně jako v jiných evropských státech v té době se začala i ve Walesu prosazovat myšlenky národní autonomie.

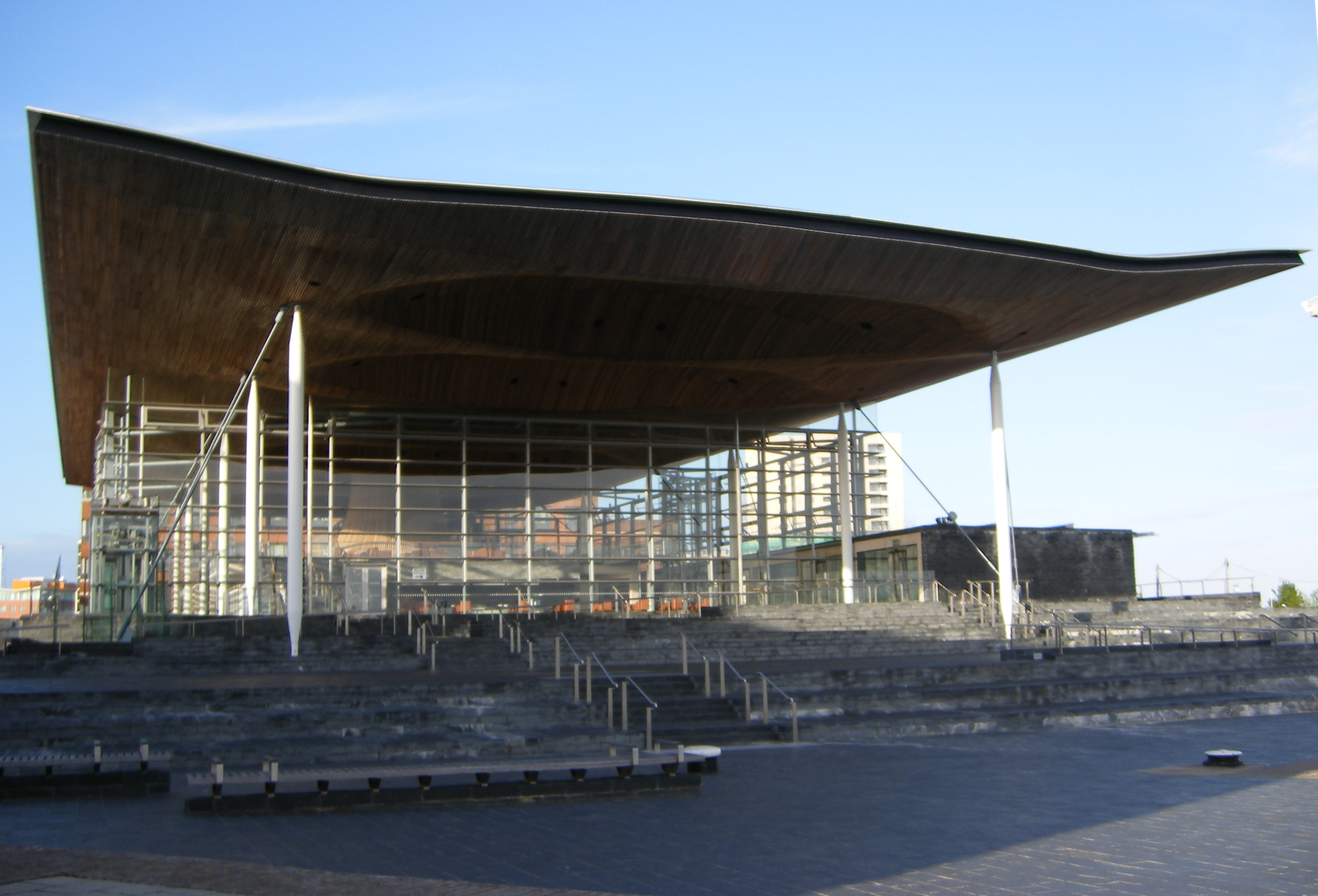
Nová budova Velšského národního shromáždění

V 19. století došlo k výraznému nárůstu počtu obyvatel. Zatímco v roce 1801 měl Wales asi 587 000 obyvatel, roku 1901 to bylo již asi 2 012 000. To bylo způsobeno vysokou porodností a imigrací, ale nárůst počtu obyvatel se soustřeďoval především do průmyslových oblastí.
Roku 1925 vznikla strana Plaid Cymru, ale její počáteční podpora byla malá. Roku 1936 tři její členové zapálili letiště a tréninkové středisko RAF na protest proti jejich výstavbě a nutnosti zbořit historický dům. Tato akce a následné uvěznění tří žhářů zvýšilo prestiž strany a její podporu mezi velšsky hovořícím obyvatelstvem.
V období po druhé světové válce došlo k poklesu průmyslové výroby a těžby uhlí. Na počátku 90. let 20. století byl ve Walesu pouze jeden důl, ve kterém se těžilo uhlí. Podobný útlum zasáhl i výrobu železa a velšská ekonomika podobně jako jiné rozvinuté státy se zaměřila na sektor služeb.
V 70. letech ve straně Plaid Cymru i mezi labouristy získávala podporu myšlenka osamostatnění. Nicméně referendum o vytvoření národního shromáždění pro Wales roku 1979 skončilo velkou většinou jeho odmítnutím. Zákon z roku 1993 ustanovil rovnoprávnost v používání velšského a anglického jazyka.
V květnu 1997 byla zvolena labouristická vláda s příslibem vytvoření samosprávných institucí ve Skotsku a Walesu. Referendum o vzniku národního shromáždění pro Wales na konci roku 1997 skončilo těsným vítězstvím jeho zastánců. Velšské národní shromáždění bylo ustanoveno roku 1999 a získalo pravomoc rozhodovat o správě vládního rozpočtu pro Wales.